# Christine Cromwell
Christine Cromwell è una miniserie televisiva statunitense di genere poliziesco, creata da Dick Wolf e andata in onda su ABC dal 1989 al 1990. In Italia, la serie è stata trasmessa su Retequattro dal 13 novembre al 4 dicembre 1994. La serie, composta da una sola stagione, conta in totale 4 episodi.

## Trama
Christine Cromwell è un'avvocatessa californiana molto nota che in ogni episodio risolve un caso per i propri clienti.

## Personaggi e interpreti
- Christine Cromwell, interpretata da Jaclyn Smith, doppiata da Anna Rita Pasanisi.
- Samantha Cromwell, interpretata da Celeste Holm, doppiata da Miranda Bonansea.
- Cyrus Blaine, interpretato da Ralph Bellamy, doppiato da Renato Mori.
- Sarah, interpretata da Rebecca Cross, doppiata da Rossella Acerbo.